# Toomas Vint

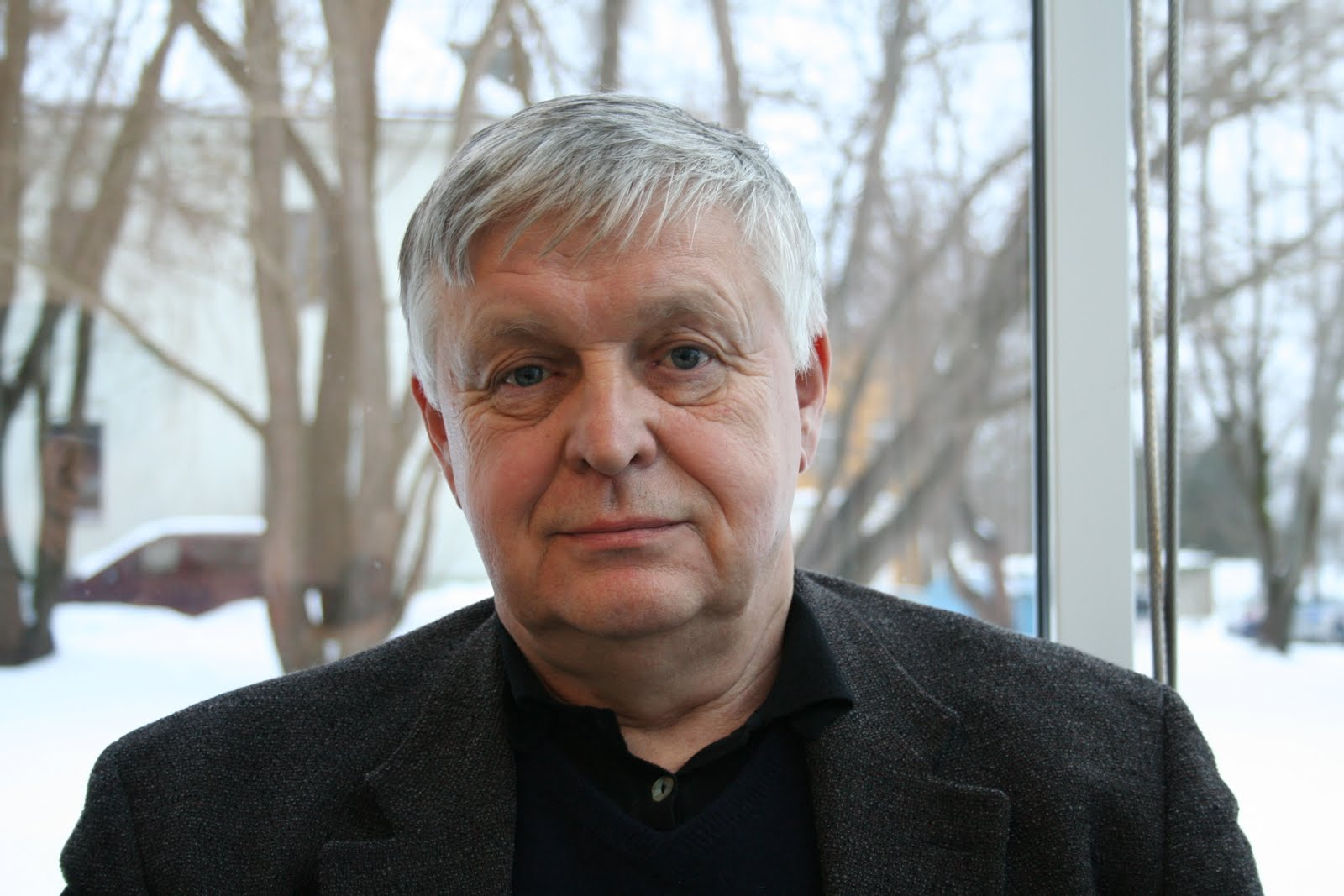
Toomas Vint (2012).

Toomas Vint (* 5. März 1944 in Tallinn) ist ein estnischer Schriftsteller und Maler.

## Leben und Werk
Toomas Vint wurde als Sohn des estnischen Wirtschaftswissenschaftlers Endel Vint (1907–1983) geboren. Er studierte von 1962 bis 1966 an der Staatlichen Universität Tartu Biologie. Daneben betrieb er selbständig Kunststudien. Als Maler ist Vint hauptsächlich mit metaphysischen, surrealistischen und postmodernen Bildern hervorgetreten.
Daneben ist er als Schriftsteller bekannt. Er hat zahlreiche Gedichte, Erzählungen und Novellen veröffentlicht. Wiederkehrendes Motiv ist die Einsamkeit des modernen Menschen. 1979 und 1984 erhielt Vint den Friedebert-Tuglas-Preis, 1998 den estnischen Jahrespreis für Literatur. Seit 1973 gehört Toomas Vint dem Estnischen Künstlerverband (estnisch Eesti Kunstnike Liit), seit 1977 dem Estnischen Schriftstellerverband (Eesti Kirjanike Liit) an.

## Literarische Werke (Auswahl)
- Suitsupilvides unistus (Gedichtsammlung, 1968)
- Kahel pool hekiga palistatud teed (Erzählungen, 1974)
- Ringmäng (Erzählung, 1975)
- Perekondlikud mängud (Novellen, 1977)
- Pööre & veeremäng (Kurzgeschichten und Novellen, 1979)
- Väikelinna romaan (Roman, 1980)
- Tantsud Mozarti saatel (Erzählungen, 1983)
- Suur isane kala akvaariumis (Roman, 1985)
- Kahekesi (Erzählungen, 1988)
- Kojamehe naine (Roman, 1990)
- Lõppematu maastik (Roman, 1995)
- Naisepiinaja õnnenatukene (Erzählungen, 1998)
- Kunstniku romaan (Roman, 1998)
- Nädalavahetusel. Mängides. (Roman, 1999)
- Elamise sulnis õudus (Erzählungen und Memoiren, 2000)
- Kaine kuu ja purjus päike (2001)
- Himm (2002)
- Minu abielu prostituudiga (Roman, 2003)
- Õnneliku lõpuga lood (Novellen, 2004)
- Mäluauguga naine (Erzählungen, 2007)
- Üüriline (Roman, 2009)

## Deutsche Übersetzungen
Von Toomas Vint sind verstreut einige Kurzgeschichten in deutscher Übersetzung erschienen:
- Das Rasenspiel – Als Kind im nächtlichen Hause. Übersetzt von Haide Roodvee, in: Das Schauspiel. Neuere estnische Kurzprosa. Ausgewählt von Endel Mallene. Tallinn: Perioodika 1983, S. 131–146.
- Eine Reproduktion. Übersetzt von Andreas Ludden, in: Estonia 4/1985, S. 9–17.
- Sie haben alles, nur keine Streichhölzer. Übersetzt von Andreas Ludden, in: Estonia 1/1987, S. 27–35.
- Im Haus unter den Kiefern. Übersetzt von Heinz Wilhelm Pfeiffer, in: Baltica 2/1993, S. 37–48.
- Der Freizeitdieb. Übersetzt von Cornelius Hasselblatt, in: Estonia 2/1998, S. 38–45.

## Privatleben
Toomas Vint ist mit der estnischen Malerin und Graphikerin Aili Vint (* 1941) verheiratet. Er ist der Bruder der estnischen Graphiker und Maler Tõnis Vint (* 1942) und Maara Vint (* 1955).